# Okalina-Kolonia
Okalina-Kolonia – wieś sołecka w Polsce położona w województwie świętokrzyskim, w powiecie opatowskim, w gminie Opatów.
W latach 1975–1998 miejscowość położona była w województwie tarnobrzeskim.

## Części wsi
| SIMC    | Nazwa         | Rodzaj    |
| ------- | ------------- | --------- |
| 0801792 | Kolonia Druga | część wsi |
| 0801800 | Za Stokiem    | część wsi |

## Historia
Okalina w dokumencie z  roku 1308 Okkalyno – włość klasztoru sulejowskiego (Kod. małop. t.II s.213), w powiecie opatowskim.
Leszek Biały potwierdza w roku 1206 nadanie 0kaliny i Gojcowa, klasztorowi w Sulejowie, przez magistra Wincentego, wówczas prepozyta sandomierskiego (Kod. małop. t.I s.9). Dokumentem z 1315 r. Władysław I Łokietek rozsądza na korzyść klasztoru proces o tę wieś, wytoczony przez Jadwigę, wdowę po Jakubie synu Mojkona, upominającą się wraz z synami Stanisławem i Tomisławem o zwrot Okaliny i Gojcowa, jakoby nabytych drogą zamiany od klasztoru. Zarazem nadaje król tym wsiom prawo niemieckie, a klasztorowi jurysdykcję nad nimi (Kod. Małop. Piekosiński s.181).
W wieku XIX Okalina, wieś i folwark nad rzeczką tej samej nazwy w powiecie opatowskim, gminie i parafii Opatów. 
W 1883 było tu 37 domów, 283 mieszkańców, ziemi dworskiej 450 mórg, włościańskiej  328 mórg. 
W 1827 r. było tu 28 domów., 135 mieszkańców. 
Według spisu powszechnego z roku 1921 w kolonii Okalina spisano 3 domy, 105 mieszkańców.